# Campionati europei di karate 1995
La 30ª edizione del campionato europeo di karate si è svolta ad Helsinki nel 1995. Hanno preso parte alla competizione 435 karateka provenienti da 37 paesi.

## Campioni d'Europa

### Kata
| Categoria             | Vincitore         |
| Individuale maschile  | Michaël Milon     |
| Individuale femminile | Marcela Remiasova |
| Squadre maschili      | Francia           |
| Squadre femminili     | Spagna            |

### Kumite
| Categoria              | Vincitore            |
| Fino a 60 kg maschile  | Damien Dovy          |
| Fino a 65 kg maschile  | Alexandre Biamonti   |
| Fino a 70 kg maschile  | Massimiliano Oggianu |
| Fino a 75 kg maschile  | Wayne Otto           |
| Fino ad 80 kg maschile | Davide Benetello     |
| Oltre 80 kg maschile   | Enver Idrizi         |
| Open maschile          | Christophe Pinna     |
| Fino a 53 kg femminile | Michela Manni        |
| Fino a 60 kg femminile | S. Palin             |
| Oltre 60 kg femminile  | T. Tuulijvari        |
| Open femminile         | Sari Laine           |
| Squadre maschili       | Francia              |
| Squadre femminili      | Finlandia            |